# クロフォーズビル・モンスター

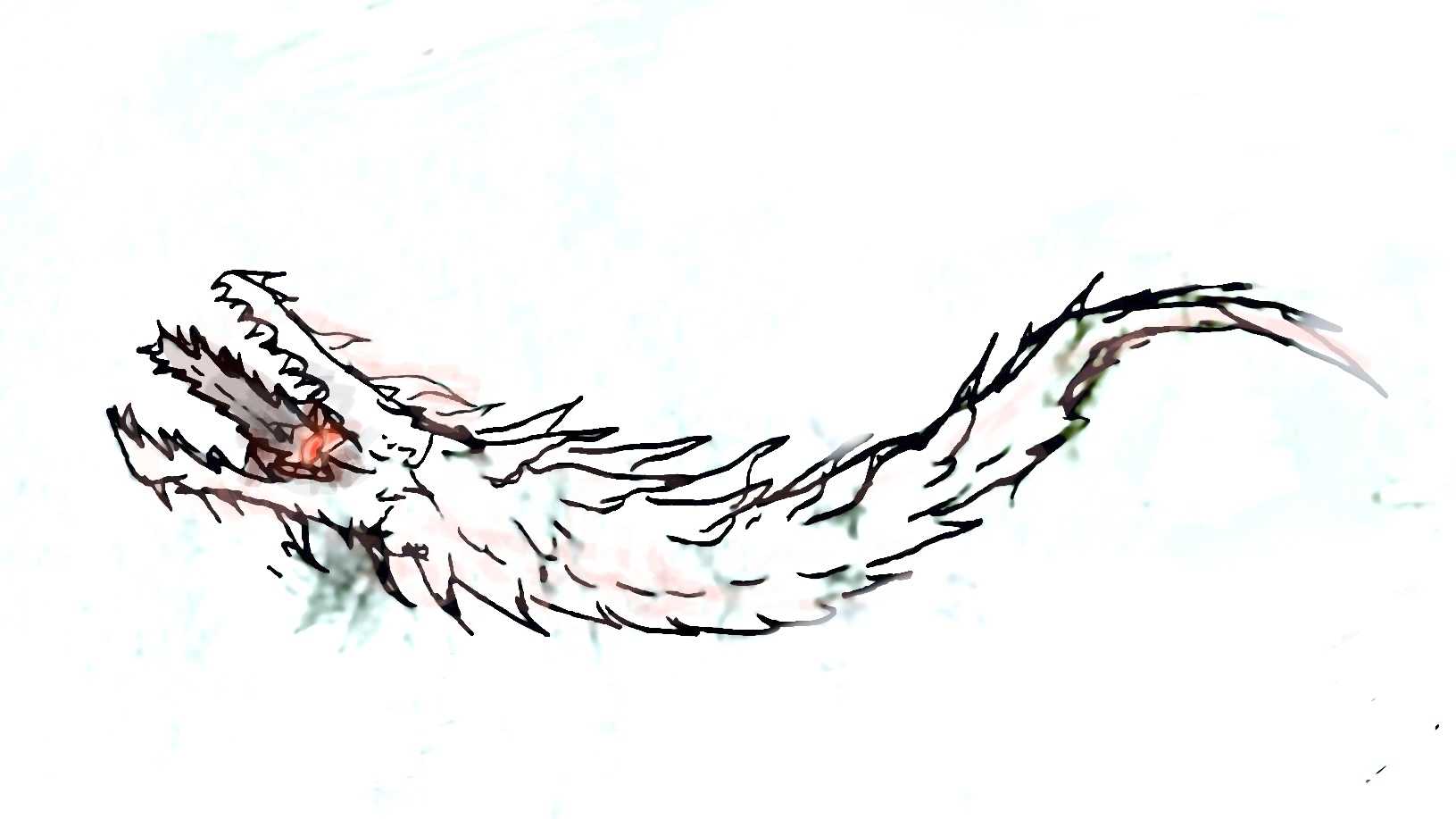
クロフォーズビル・モンスターの想像図

クロフォーズビル・モンスター（英: Crawfordsville monster）は1891年にアメリカのインディアナ州クロフォーズビルに出現したという未確認動物。
「クロフォードズビルの怪物」とも呼ばれる。

## 目撃
公式に確認された目撃は二つあり、どちらも1891年9月のことである。以下は、二つの目撃の簡単な説明。
- 9月4日午後2時頃、空飛ぶ怪物がスウィッツァー牧師とその妻、農業作業員2人に目撃される。
- 9月6日、100人程度の人々によって目撃された。怪物は目撃者の上空を飛び再び姿を消した。

## 容姿と行動
色は白色で、大きさは長さ5.5メートル、幅2.5メートル程度。体に沿って複数の翼を持つ巨大なウナギのような姿で、爬虫類的な容姿でもあった。
頭部には三つの顎がありその中心に目があったとする証言がある一方、頭部が見当たらなかったとする証言もある。
この生き物は悲鳴のような音を立てたほか、高熱の吐息を人々に吐きかけたという。

## 正体
この怪物の異形さや行動から、異世界からの来訪者だったのではないかとするも説が出たが、ジョン・ホーンベックとエイブ・ハーンリーという2人の目撃者は、モンスターの正体が、照明によって混乱したフタオビチドリと呼ばれる鳥の群れであったことを突き止めた。体色の白は鳥の色、怪物の無数の翼はたくさんの鳥の翼の誤認、悲鳴のような叫びは鳥の声だったという。一方、「混乱した鳥が原因であればその後も同様の事例があってもおかしくないが、そのような事例は知られていない」としてこれを疑問視する意見もある。
また他の説として、当時流行していたバルーンパラシュートなのではないかともいわれている。